# Plutarch
Plutarch (altgriechisch Πλούταρχος Ploútarchos, latinisiert Plutarchus; * um 45 in Chaironeia; † um 125) war ein antiker griechischer Schriftsteller. Er verfasste zahlreiche biographische und philosophische Schriften, die seine umfassende Bildung und Gelehrsamkeit zeigen und zu einem ungewöhnlich großen Teil bis heute erhalten sind. In der griechischen Literaturgeschichte gilt Plutarch als einer der wichtigsten Vertreter des Attizismus und der Zweiten Sophistik. Sein bekanntestes Werk, die Parallelbiographien, stellt jeweils die Lebensbeschreibung eines Griechen und eines Römers vergleichend einander gegenüber.
Mitunter wird Plutarch zu den Geschichtsschreibern gerechnet, doch obwohl seine Lebensbeschreibungen oft sehr wertvolles historisches Material enthalten, war er ausdrücklich nicht an der Erforschung der Vergangenheit um ihrer selbst willen interessiert, sondern es ging ihm um Charakterstudien und moralische Vorbildlichkeit. Er schilderte bekannte historische Persönlichkeiten, in denen er charakterliche Vorbilder – teils auch abschreckender Art – sah. Durch die Vergleiche versuchte Plutarch, das Gemeinsame und Allgemeingültige herauszuarbeiten und dem Leser die Gleichrangigkeit der historischen Leistungen von Griechen und Römern vor Augen zu stellen. Plutarchs Parallelbiographien bilden einen Höhepunkt der antiken Biographik. Als Philosoph bekannte er sich zur Tradition des Platonismus.

## Leben

### Historischer Kontext
Plutarch lebte zu der Zeit, in der das Römische Reich den Höhepunkt seiner Ausdehnung erreichte und Griechenland seit langer Zeit seine politische Unabhängigkeit verloren hatte. Er erhielt seine Ausbildung unter der Herrschaft Neros, dem er 66 auch persönlich begegnete. Ein großer Teil seines Lebens fällt in die Regierungszeit der Flavier (69 bis 96) und der ersten Adoptivkaiser; seine Parallelbiographien entstanden nach 96. Er dürfte während der Regierungszeit Hadrians gestorben sein. Nach seinem Tod errichteten die Einwohner Delphis zusammen mit denen seiner Heimatstadt Chaironeia eine Büste mit seinem Porträt.
In der Zeit Plutarchs gab es für Rom keine bedrohlichen äußeren Gegner; die einzig verbliebene konkurrierende Großmacht, das Partherreich, verhielt sich in der Regel defensiv. Die griechischen Stadtstaaten hatten bereits im 2. Jahrhundert v. Chr. ihre Freiheit verloren und waren spätestens unter Augustus in das Römische Reich eingegliedert worden. Sie behielten zwar eine begrenzte Autonomie, standen jedoch unter der Amtsgewalt römischer Statthalter. Damit waren die Handlungsmöglichkeiten griechischer Politiker, wie Plutarch selbst konstatierte, recht begrenzt. Die griechische Kultur erlebte hingegen in den ersten beiden Jahrhunderten n. Chr. eine neue Blüte; als vorbildlich galten dabei die Werke der Klassik, während jene des Hellenismus unter römischer Herrschaft wenig geschätzt wurden. Die Kaiser Tiberius, Nero und Hadrian versuchten durch eine Wiederbelebung des kommunalen Lebens und durch Förderung der griechischen Kultur zu bewirken, dass die Griechen das Römische Reich als ihre Heimat betrachten konnten. Der Aufschwung beschränkte sich allerdings weitgehend auf die Städte, während viele ländliche Regionen, darunter auch fruchtbare, verarmten und aufgrund der Abwanderung ihrer Einwohner in die Städte verödeten. Latein war zwar auch im Osten Amtssprache, Griechisch blieb aber Hoch- und Kultursprache im gesamten östlichen Mittelmeerraum und damit über die Grenzen des ursprünglich griechischen Sprachgebiets hinaus. Für die Eliten Roms war es fast selbstverständlich, auch Griechisch zu beherrschen. Viele vornehme Römer studierten in Athen oder auf Rhodos, und viele Kaiser wendeten sich den griechischen Kulturgütern zu. Eine Romanisierung der griechischen Bevölkerung blieb hingegen aus.

### Familie und Ausbildung
Plutarch stammte aus Chaironeia in Boiotien, wo er gemeinsam mit zwei Brüdern, Lamprias und Timon, aufwuchs. Seine Familie lebte seit mindestens drei Generationen in Chaironeia. Sie gehörte zur alteingesessenen örtlichen Oberschicht und legte großen Wert auf Bildung. Die Familientradition wird jedoch in Plutarchs Werken nur bis zum Urgroßvater Nikarchos überliefert. Besonders positiv äußert sich Plutarch über seinen Großvater Lamprias, der häufig als Dialogpartner in seinen Moralia erscheint. Sein Vater Autobulos hingegen wird nüchterner dargestellt, da er in der Philosophie weniger versiert gewesen sei. Seine Mutter erwähnt Plutarch nicht, was auf ihren frühen Tod schließen lässt. Der Wohlstand seiner Familie erlaubte es ihm, zahlreiche Reisen zu unternehmen und in Athen, dem antiken Zentrum philosophischer Bildung, bei dem Platoniker Ammonios zu studieren, der sein weiteres intellektuelles Leben prägte. Außerdem wurde er mit verschiedenen anderen athenischen Philosophenschulen bekannt, vor allem der Stoa. Er verfasste längere Streitschriften gegen Epikureer und Stoiker, die wichtige Quellen für die Geschichte dieser beiden Schulen sind. Nach seiner Ausbildung in Athen kehrte er nach Chaironeia zurück.

### Leben in Chaironeia

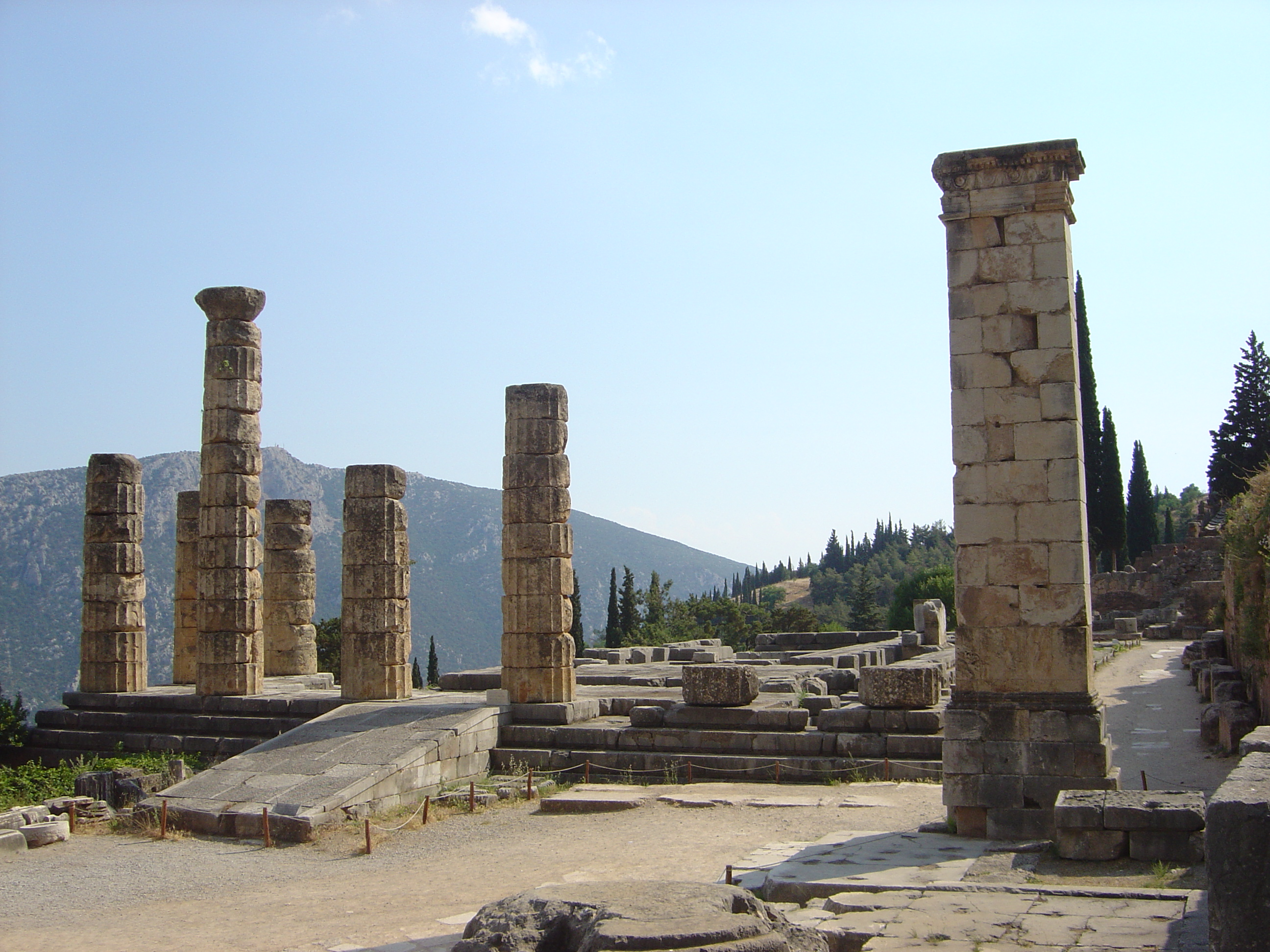
Ruinen des Apollontempels in Delphi, wo Plutarch ab 95 n. Chr. als Priester tätig war

Plutarch lebte mit seiner Ehefrau Timoxena auf dem ererbten väterlichen Gut und führte mit ihr eine glückliche Ehe. Der Zeitpunkt der Heirat geht aus den Quellen nicht hervor. Wahrscheinlich hat Plutarch die Ehe gemäß der üblichen Praxis in jungen Jahren geschlossen, wohl vor Vollendung des 25. Lebensjahres. Mit seiner Frau hatte er fünf Kinder, vier Söhne und als jüngstes eine Tochter, die sich die Mutter besonders gewünscht hatte und die deshalb nach ihr Timoxena benannt wurde. Allerdings starb die Tochter schon im Alter von zwei Jahren. Der älteste Sohn Soklaros muss kurz nach dem 12. Lebensjahr gestorben sein, weil er in den Schriften Plutarchs später nicht mehr erwähnt wird. Nur zwei der Söhne, der nach dem Großvater benannte Autobulos und Plutarchos, haben den Vater überlebt.
Nach dem Abschluss seiner Studien in Athen übernahm Plutarch zahlreiche politische Ämter, vor allem in seiner Heimatstadt Chaironeia und zeitweise auch in der Provinz Achaia. Er war unter anderem Leiter der Baupolizei und des öffentlichen Bauwesens in Chaironeia und hatte dort auch zahlreiche priesterliche Ämter inne. Seit etwa 95 versah er ein Priesteramt am Apollontempel von Delphi. Zusätzlich leitete er in seinem Heimatort eine private Schule. An ihr beteiligten sich zunächst Angehörige seiner eigenen Familie sowie Freunde und deren Verwandte, später auch Familien von außerhalb, die ihre Söhne dort unterrichten ließen. Es bildete sich ein großer Freundes- und Bekanntenkreis. In Plutarchs Schule wurde Philosophieunterricht erteilt, zum einen durch Vorträge, zum anderen in Dialogform. Die Werke Platons spielten hierbei eine wichtige Rolle. Die Ethik stand im Mittelpunkt. Außerdem wurden Themen aus Politik, Mathematik, Musik und Astronomie diskutiert.

### Reisen
Plutarch verbrachte den größten Teil seines Lebens in Chaironeia. Er fühlte sich seiner Heimatstadt verbunden, unternahm aber zahlreiche Reisen, auf denen er Griechenland, Kleinasien (Sardeis oder Ephesos), das ägyptische Alexandria und mehrmals Rom besuchte.
In Rom hielt er vor größerem Publikum philosophische Vorträge in griechischer Sprache. Er knüpfte dort zahlreiche freundschaftliche Kontakte zu prominenten Römern. Von seinem Freund Mestrius Florus, einem Freund des Kaisers Vespasian, nahm er den römischen Gentilnamen Mestrius an. Sein römischer Name ist daher Mestrius Plutarchus. Allerdings ist unbekannt, wann dies geschah und ob die inschriftlich bezeugte Verleihung des römischen Bürgerrechts bei einem seiner Aufenthalte in Rom oder schon vorher erfolgte. Plutarch selbst erwähnt in seinen erhaltenen Schriften seinen römischen Namen und sein römisches Bürgerrecht nicht. Möglicherweise fühlte er sich dafür zu sehr als Grieche. Allerdings berichtet er über eine gemeinsam mit Mestrius Florus unternommene Reise zu den Schauplätzen der Bürgerkriege des Vierkaiserjahres 69.
Eine enge Freundschaft bestand zu Quintus Sosius Senecio, dem er die Parallelbiographien widmete. Durch den Einfluss dieses Freundes, der ein Vertrauter des Kaisers Trajan war, soll Plutarch konsularische Privilegien (ornamenta consularia) erhalten haben; ob dies zutrifft, gilt in der Forschung als unsicher. Die Verleihung ist erstmals bei Eusebius und später in der byzantinischen Suda erwähnt. Diese Überlieferung hat im Mittelalter zur Fälschung von Schriftzeugnissen über eine angebliche Korrespondenz Plutarchs mit Trajan Anlass gegeben. Dort erscheint er als Tutor des Kaisers.

## Werke
Die Werke Plutarchs sind alle in griechischer Sprache verfasst. Sie werden gewöhnlich in zwei Hauptgruppen unterteilt, die biographischen und die philosophischen Schriften. Eine Liste aus dem 3. oder 4. Jahrhundert führt die Werke einzeln auf. Sie ist als „Lampriaskatalog“ bekannt. Dieser Katalog ist unvollständig, überliefert aber die Titel zahlreicher heute verlorener Werke.

### Biographien

#### Kaiserbiographien
Die biographischen Arbeiten Plutarchs begannen mit den Kaiserviten, Biographien der römischen Kaiser von Augustus bis Vitellius. Erhalten geblieben sind nur die Lebensbeschreibungen von Galba und Otho sowie Fragmente der Viten des Tiberius und Neros; ein Fragment der Nerobiographie gibt Plutarch selbst. Ein Fragment der Tiberius-Biographie ist bei dem spätantiken Philosophen Damaskios überliefert. Die Kaiserviten wurden wahrscheinlich unter den Flaviern oder unter Nerva (96–98) veröffentlicht.
Es weist vieles darauf hin, dass die Biographien Galbas und Othos als ein Werk konzipiert waren. Somit gehören sie nicht zu den erhaltenen Einzelbiographien (Aratos von Sikyon und Artaxerxes II.; die Einzelbiographien über Hesiod, Pindar, Krates, Daiphantos sind verloren). Dazu passt, dass in Galba-Otho, anders als in biographischen Werken üblich, der Charakter nicht für sich selbst steht. Vielmehr wirkt Galba-Otho als Illustration des Einhaltens oder Nicht-Einhaltens des von Plutarch propagierten moralisch begründeten Führungsstils eines Princeps. In der Perspektive platonischen Staatsdenkens führt Plutarch hier bei der Schilderung der Bürgerkriegsepisode nach dem Tod Neros dem Leser Aspekte der Staatsform Prinzipat vor Augen. Anhand des Verhaltens der Kaiser will er die Problematik des Prinzipats veranschaulichen und zugleich einen Eindruck von der Tragik der Protagonisten vermitteln, die „wie auf der Bühne“ um den Thron buhlten und sich gegenseitig vernichteten.
Galba-Otho ist unterschiedlich überliefert: als Appendix der Parallelbiographien, in der Moralia-Ausgabe des Maximos Planudes und in anderen Handschriften der Moralia. Dies legt die Vermutung nahe, dass Galba-Otho schon sehr früh, möglicherweise von Plutarch selbst, als Illustration eines moralisch-ethischen Ansatzes gesehen wurde.

#### Parallelbiographien

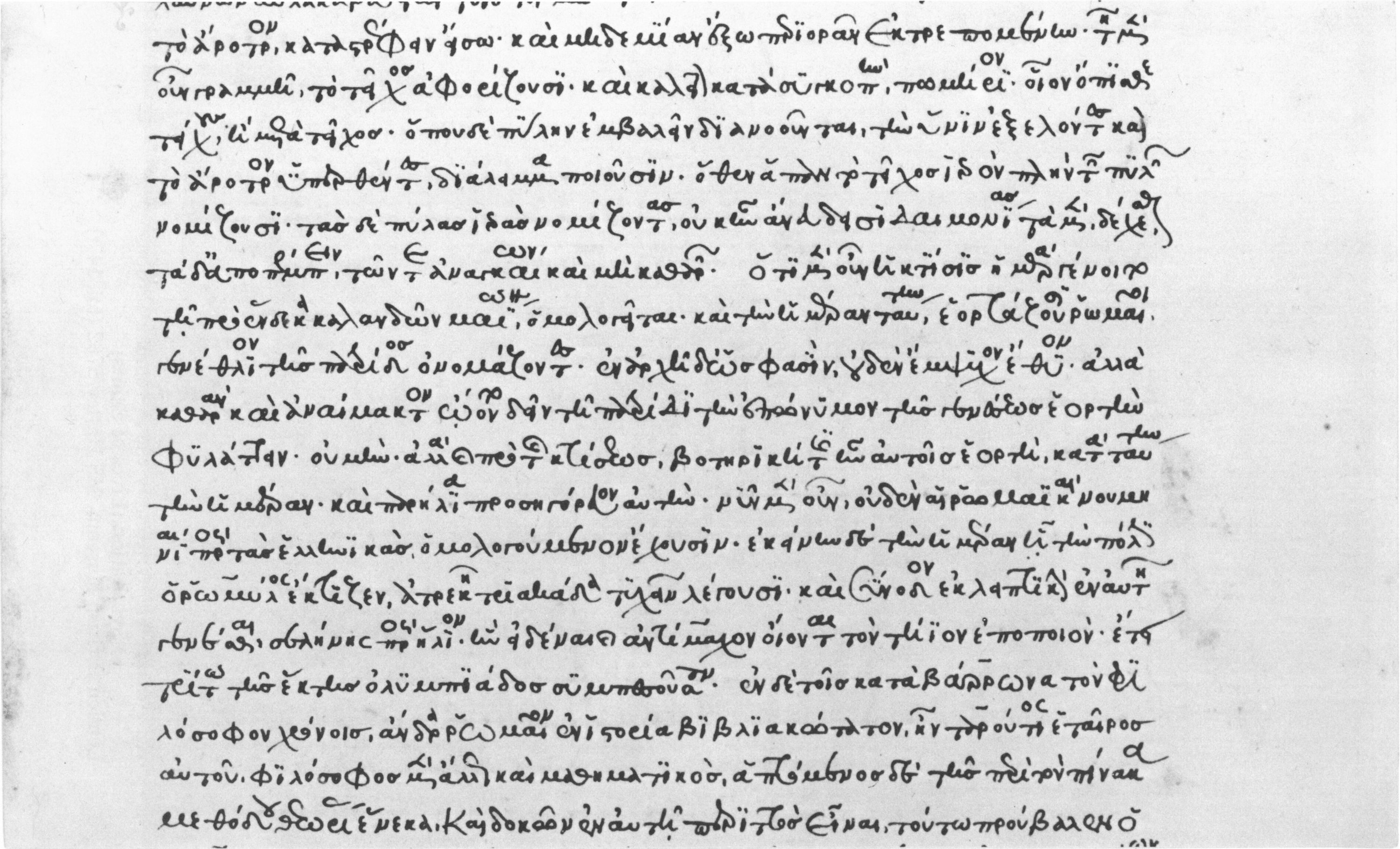
Das Leben des Romulus in den Parallelbiographien. Handschrift Oxford, Bodleian Library, MS. Canonici Greek 93, fol. 13r, geschrieben im Jahr 1362

Es folgten die Bíoi parálleloi (οἱ βίοι παράλληλοι, Vitae parallelae, „Parallele Lebensbeschreibungen“), die Plutarch seinem Freund Quintus Sosius Senecio gewidmet hat. Sie entstanden ab 96. In diesen Vitenpaaren wird jeweils ein herausragender Grieche mit einem Römer verglichen. Plutarch behandelt berühmte, teils mythische Staatsmänner der Vergangenheit von Theseus bis Marcus Antonius. Jedes Biographienpaar stellt einen Griechen und einen Römer zusammen, deren Leben Ähnlichkeiten aufweisen. Beispielsweise steht Alexander der Große neben Caesar, Demosthenes neben Cicero. Vollendet wurden 23 Biographienpaare, von denen 22 erhalten sind; geplant waren wohl noch weitere. Plutarch beschreibt seine Figuren mit Eigenschaften, die er unterschiedlich bewertet. Einige Persönlichkeiten, bei denen gravierende Charaktermängel hervorgehoben werden, sollen als abschreckende Beispiele dienen, etwa Demetrios Poliorketes. In den meisten Fällen ist die Beurteilung relativ ausgewogen. Die 22 erhaltenen Paare sind:
Alexander – Caesar, Dion – Brutus, Demetrios – Antonius, Agesilaos – Pompeius, Nikias – Crassus, Theseus – Romulus, Lykurgos – Numa, Solon – Poplicola, Aristeides – Cato Maior, Themistokles – Camillus, Kimon – Lucullus, Perikles – Fabius Maximus, Alkibiades – Coriolanus, Lysandros – Sulla, Pelopidas – Marcellus, Timoleon – Aemilius Paullus, Demosthenes – Cicero, Phokion – Cato Minor, Eumenes – Sertorius, Pyrrhos – Marius, Philopoimen – Flamininus, Agis/Kleomenes – Gracchen.
In welcher Reihenfolge die Bíoi paralleloi geschrieben wurden, ist nur teilweise bekannt. Das verlorene Vitenpaar Epameinondas – Scipio bildete den Beginn der Reihe. Es ist unsicher, ob es sich bei Scipio um den Hannibalbesieger oder um den Aemilianus handelte. Plutarch bietet in drei Vitenpaaren durch Selbstzitate und Querverweise Aufschluss über die Abfolge. So soll Demosthenes – Cicero das fünfte Paar sein, Perikles – Fabius Maximus das zehnte und Dion – Brutus das zwölfte Paar.

#### Einzelne Biographien
Plutarch verfasste auch einzelne Biographien, die außerhalb der Parallelviten stehen, diesen aber in Umfang und Aufbau ähnlich sind. Erhalten sind nur die Lebensbeschreibung des Aratos von Sikyon, die an Polykrates von Sikyon und dessen Söhne gerichtet ist, und die des persischen Großkönigs Artaxerxes II. Teils wird vermutet, dass ursprünglich auch zu diesen Viten Gegenstücke existiert haben könnten, die nicht erhalten sind, doch die Mehrheit der Forscher bezweifelt dies.

#### Die Ziele der biographischen Schriftstellerei
Plutarch sah sich selbst als Biograph, keineswegs als Historiker, und grenzte seine biographische Arbeit deutlich von der Geschichtsschreibung ab. So schrieb er beispielsweise in der Einleitung seiner Doppelbiographie zu Alexander und Caesar:

„Denn ich bin nicht Geschichtsschreiber, sondern Biograph, und es sind durchaus nicht immer die großen Heldentaten, in denen sich die Tüchtigkeit oder die Verworfenheit offenbart. Oft sagt ein unbedeutender Vorfall, ein Ausspruch oder ein Scherz mehr über den Charakter eines Menschen aus als die blutigsten Schlachten, die größten Heeresaufgebote und die Belagerungen von Städten.“

Es kam Plutarch vor allem darauf an, den Charakter der Personen, ihre Tugenden und Fehler deutlich werden zu lassen. Als Biograph verfolgte er bestimmte Absichten: Er wollte das Lesepublikum unterhalten, die moralische Qualität der dargestellten Person verdeutlichen und zugleich den Römern und Griechen die Kultur des jeweils anderen Volkes vermitteln. In den Hintergrund trat dabei der Anspruch auf chronologische und geographische Richtigkeit. Plutarch wählte sein Material unter dem Gesichtspunkt aus, dass ein profiliertes Persönlichkeitsbild entstehen sollte. Sein Interesse galt daher auch den Familien und dem Privatleben der Protagonisten, doch sollte das historisch Wesentliche nicht vernachlässigt werden. Auf die jeweils wichtigen Großereignisse ging Plutarch ein; auch dabei war seine Absicht, den Charakter des Protagonisten zu verdeutlichen, beispielsweise in der Nikias-Biographie:

„Die von Thukydides und Philistos berichteten Ereignisse, die zu übergehen unzulässig wäre, weil sie ja im höchsten Maß den Charakter und den von vielen großen Schicksalsschlägen umwölkten Gemütszustand des Mannes [Nikias] enthalten, habe ich in Kürze und nur soweit es nötig ist durcheilt, um nicht nachlässig und träge zu erscheinen, was aber von anderen gelegentlich aufgezeichnet oder auf alten Weihgeschenken und Volksbeschlüssen gefunden wurde und den meisten unbekannt ist, das habe ich mich zusammenzutragen bemüht, nicht um die Geschichte damit zu befrachten, sondern als Beigabe für die Erkenntnis des Charakters und der Sitten.“

Plutarch wollte bekannten Historikern wie Thukydides oder Philistos nicht nacheifern; außerdem setzte er voraus, dass ihre Werke seinen Lesern bekannt waren. Dennoch hielt er es für nötig, die Hauptereignisse zumindest kurz zu erwähnen. Außerdem ergänzte er die bekannten Fakten durch entlegenes Quellenmaterial. Damit sind für manche Themen die Biographien Plutarchs, die auf zumeist verlorenen, teils benannten historischen Werken beruhen, heute die ausführlichste Quelle.
Die Priorität der moralischen Zielsetzung verdeutlicht Plutarch mit den Worten:

„Dass ich mich daran machte, Biographien zu schreiben, beruht auf Anregungen, die mir von anderen zugetragen wurden, dass ich dabei blieb und bald Gefallen daran fand, geschah aus eigenem Antrieb, da ich, die Geschichte gleichsam als Spiegel benutzend, mein Leben zu ordnen und den Tugenden jener Männer anzugleichen versuchte.“

Somit sollten die Tugenden der Staatsmänner auch dem Biographen selbst in ihrer Vorbildlichkeit als Ansporn dienen.

#### Das Verhältnis zu den Quellen
Plutarch las die von ihm zitierten Autoren (so beispielsweise Ktesias von Knidos, Dinon von Kolophon, Herakleides von Kyme, Timagenes von Alexandria, Theophanes von Mytilene und Gaius Asinius Pollio) zwar meist im Original, doch sind die Zitate selten wörtlich. Oft zitierte er aus dem Gedächtnis, daher sind manche Zitate ungenau oder fehlerhaft. Zudem übernahm er wie in der Antike üblich manche Zitate von dritten, ohne dies zu vermerken. Jedoch vermochte er mit seinen Quellen durchaus auch kritisch umzugehen, vor allem bei der Behandlung erkennbar legendenhafter Persönlichkeiten wie des griechischen Heroen Theseus, des mythischen Romgründers Romulus oder des legendären Gesetzgebers Spartas, Lykurg.

„… da schien es mir das Gegebene, den Gründer des herrlichen, vielbesungenen Athen dem Vater des unbesieglichen, ruhmreichen Rom gegenüberzustellen und zu vergleichen. Sei es mir also gestattet, mit verstandesmäßiger Kritik das Sagenhafte auszuscheiden und den historischen Kern lauschend zu erfassen; wo aber die Sage allzu selbstherrlich das Glaubhafte überwuchert und die Anwendung der kritischen Methode nicht mehr zulässt, da werde ich freilich mild gesinnte Leser brauchen, die die Erzählung von den alten Zeiten wohlwollend aufnehmen.“

Dabei war sich Plutarch der Schwierigkeiten, die mit der Quelleninterpretation verbunden sind, durchaus bewusst. Angesichts der widersprüchlichen Nachrichten, die ihm zu Perikles vorlagen, beklagte er:

„Die Ergründung der Wahrheit in der Vergangenheit ist wahrlich ein schwieriges und mühsames Unterfangen, da den nachgeborenen Geschichtsschreibern bei der Prüfung der Ereignisse die Länge der verstrichenen Zeit im Wege steht, während die Berichte der Zeitgenossen über das Leben und die Taten eines Menschen oft entweder durch Neid und Feindschaft oder durch Wohlwollen und Schmeichelei entstellt und verdreht werden.“

Bei seinen Aufenthalten in Italien hatte Plutarch nach eigenen Angaben keine Zeit gehabt, sich in der lateinischen Sprache zu üben. Erst in vorgerücktem Alter holte er dies nach und begann lateinische Schriften zu lesen. Seine Lateinkenntnisse waren, wie er selbst einräumte und wie aus Fehlern in seinen Texten ersichtlich ist, nicht perfekt, doch ermöglichten sie ihm die Benutzung lateinischer Quellen. Allerdings zog er auch bei der Behandlung römischer Angelegenheiten griechischsprachige Autoren vor.
An geographischen Gegebenheiten zeigte er wenig Interesse. Seine Darstellung vermittelt auch von ihm wohlbekannten Orten wie seiner Heimatstadt Chaironeia kein klares und anschauliches Bild. Bei seinen Angaben zu Alexandria wertete er keine eigenen Beobachtungen aus.
Bei der Auswahl und Präsentation des Stoffs pflegte Plutarch gewissenhaft zu verfahren und nach Möglichkeit die Glaubwürdigkeit seiner Quellen zu prüfen. Allerdings ist in manchen Fällen erkennbar, dass er sich von persönlichen Überzeugungen und Vorlieben beeinflussen ließ. Manchmal verschwieg er Fakten, vermutlich weil sie nicht zu dem von ihm gezeichneten Charakterbild eines Staatsmanns zu passen schienen. Beispielsweise erwähnte er in der Biographie des Pompeius die römisch-parthischen Verträge über die Euphratgrenze nicht, wohl um den Triumvirn nicht in ungünstigem Licht zu zeigen. In seinen Schilderungen von Feldzügen fällt die starke Schwankung der Ausführlichkeit auf. Manchmal verführte ihn anscheinend eine moralische Nutzanwendung oder die Gelegenheit zu einem literarischen Effekt dazu, Angaben von offensichtlich zweifelhafter Glaubwürdigkeit zu übernehmen.

### DieMoralia

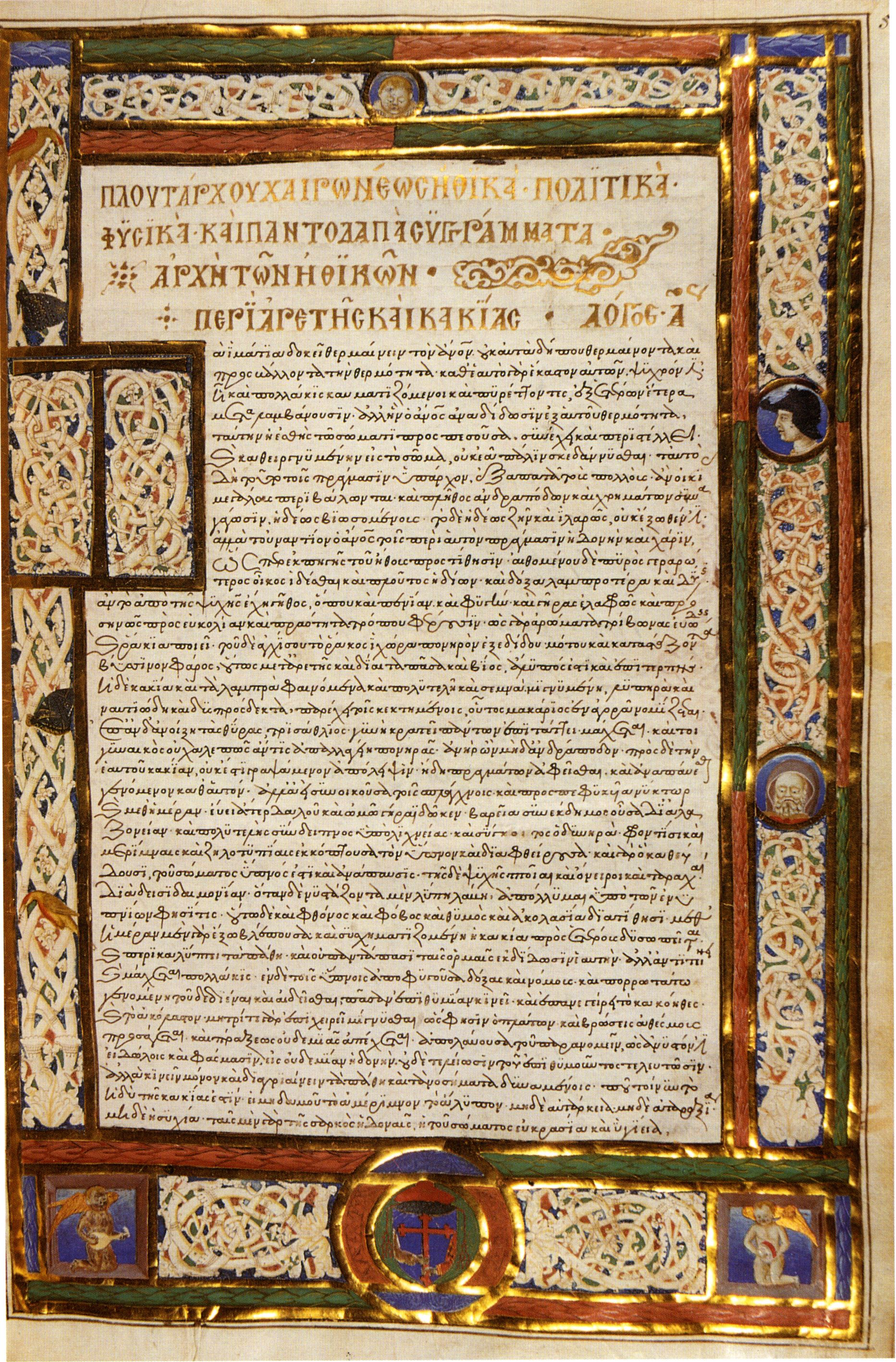
Plutarch, De virtute et vitio 100B–101B in einer für Kardinal Bessarion 1455 angefertigten Handschrift. Venedig, Biblioteca Nazionale Marciana, Gr. 248, fol. 5r

Auserlesene Moralische Schriften von Plutarch, Titelseite. Füeßlin, Zürich 1768

Von den knapp 260 Schriften, die in der Antike als Werke Plutarchs galten, behandeln weit mehr als die Hälfte philosophische Themen. In einer Sammlung, die unter der modernen Bezeichnung Moralia bekannt ist, sind 78 Schriften zusammengestellt, darunter einige unechte. Den größten Teil machen Abhandlungen über Fragen der Ethik aus. Daneben stehen unter anderem Schriften zur Naturphilosophie, zur Logik und Erkenntnistheorie, zur Rhetorik und zu Lehren einzelner Denker und Philosophenschulen.
Unter den religionsphilosophischen Schriften ist vor allem die Untersuchung der Osiris-Thematik aus der ägyptischen Mythologie in der Schrift Über Isis und Osiris von Bedeutung. Diese Schrift war bis zur Entzifferung der Hieroglyphen eine der Hauptquellen für die ägyptische Religion. Sie bietet eine auch weiterhin durch die ägyptischen Zeugnisse nicht ersetzte Gesamtdarstellung des Mythos von Isis und Osiris. Plutarch verfasste auch grundlegende Werke zu Fragen des Orakelwesens und zur delphischen Theologie: Über das Epsilon am Apolltempel in Delphi, Über die erloschenen Orakel, Über die nicht mehr metrisch gebundenen Orakel der Pythia. Dabei beklagte er das Schwinden der Orakel.
Fremden Religionen stand Plutarch wohlwollend gegenüber, da er meinte, dass jedes Volk auf seine Art Gottesverehrung praktiziere. Er bekämpfte den Unglauben und den stark verbreiteten Aberglauben seiner Zeit.
Von den elf politischen Schriften, die Plutarch verfasst haben soll, sind nur fünf erhalten. Hierzu gehören Über Monarchie, Demokratie und Oligarchie, An einen ungebildeten Herrscher, Soll ein Greis politisch tätig sein? und Regeln der Staatskunst. In Regeln der Staatskunst wird der Politiker ermahnt, seine Stadt zu Eintracht und Zurückhaltung anzuhalten und dadurch Eingriffe der römischen Verwaltung zu vermeiden. Außerdem rät Plutarch in den Werken Regeln der Staatskunst und Soll ein Greis politisch tätig sein? einem Bekannten aus Sardeis, sich nicht über Gebühr um ein städtisches Amt zu bemühen, jedoch entsprechende Angebote anzunehmen. Des Weiteren beurteilt er in seinem Werk Über die Gemütsruhe die Karrierechancen junger Griechen im öffentlichen Leben Roms eher kühl und distanziert.
Ein weiteres Themenfeld in den Moralia sind pädagogische Texte (Über die Kindererziehung, Über das Zuhören). Die Sammlung enthält auch Schriften mit sehr persönlichem Inhalt wie die Trostschrift an die Ehefrau, die Plutarch nach dem Tod seiner Tochter verfasste. Darin nimmt er zur Rolle der Frau Stellung, wobei er der platonischen Tradition folgend für eine Erziehung ähnlich der des Mannes eintritt. Die Partnerschaft solle auf einer geistigen und sittlichen Lebensgemeinschaft gründen und nicht nur eine Nachkommenschaft hervorbringen und der Befriedigung der Geschlechtslust dienen.
Die Moralia zeigen Plutarchs besondere Verehrung für Platon, den er als den „Göttlichen“ bezeichnet. Ihm folgte Plutarch in fast allen Lehren und teils auch in formaler Hinsicht: Die Moralia sind teilweise in Form platonischer Dialoge aufgebaut. Obwohl Plutarch Platoniker war, griff er auch Gedankengut des Peripatos und der Stoa auf. Allerdings kritisierte er die Stoa auch heftig. Die Lehre Epikurs lehnte er vollkommen ab.
Zu den rhetorischen Schriften zählt vor allem das Werk Über die Geschwätzigkeit. Zwar sind viele rhetorische Schriften Plutarchs heute verloren, doch wird sein Verhältnis zur Rhetorik aus den erhaltenen Werken deutlich.
In seinem naturphilosophischen Œuvre setzte sich Plutarch intensiv mit der Tierwelt auseinander, etwa in der Abhandlung Welche Tiere sind vernünftiger, die Wasser- oder die Landtiere? Dabei bekannte er sich zur platonischen Seelenwanderungslehre. Er brachte zahlreiche Argumente vor, mit denen er die Intelligenz der Tiere aufzeigen wollte. Daraus ergaben sich für ihn Konsequenzen für das Verhältnis des Menschen zur Tierwelt. Mit seiner Wertschätzung der Tiere stellte er sich gegen die Peripatetiker und Stoiker, die das Bestehen eines Rechtsverhältnisses des Menschen zur Tierwelt bestritten.
Plutarch schrieb auch einige erklärende Schriften zu Homer, Hesiod, Empedokles und Platon. Ein weiterer Themenbereich, mit dem er sich beschäftigte, war das Schicksal (fatum). Darüber verfasste er die erhaltene Schrift Über das Verhängnis. Außerdem setzte er sich mit Leben und Lehren der Sieben Weisen auseinander (Symposiaka ton hepta sophon, „Das Gastmahl der sieben Weisen“). In den Schriften Über das primär Kalte und Über das Mondgesicht nahm er zu wissenschaftlichen Problemen Stellung, wobei er naturkundliche Forschung mit religiösen und mythischen Spekulationen verband.
Die Moralia sind auch eine wichtige Quelle zu einigen Aspekten des antiken Alltagslebens. So beschreibt Plutarch die ideale Sitzordnung im Speisesaal, dem Triclinium, unterschiedliche Trinksitten und Teile der Unterhaltung bei Tisch, darunter Themen für Gespräche, Musik und Tanz.
Des Weiteren finden sich innerhalb der Moralia Sammlungen von Apophthegmata, in welchen meist ein pointierter Spruch einer bekannten Person eine zentrale Rolle spielt. Dazu gehören die Sprüche von Königen und Feldherren (Regum et Imperatorum Apophthegmata) und die Sprüche der Spartaner (Apophthegmata Laconica). In den Regum et Imperatorum Apophthegmata werden ca. 500 kurze, denkwürdige Aussprüche und von verschiedenen Herrschern, wie z. B. Kyros, Agathokles oder Augustus wiedergeben. Eingeleitet wird die Sammlung durch eine Widmung an den Kaiser Trajan. Die Apophthegmata Laconica umfassen ebenfalls 500 solcher Denksprüche und können dabei in drei Teile aufgeteilt werden: Die ersten 418 Aussprüche stammen angeblich von teils bekannten Spartanern, wie zum Beispiel  Lykurg oder Leonidas I., teils von namenlosen Spartanern (Apophthegmata Laconica). Darauf folgen 42 Kapitel mit kurzen Aussagen zu den Bräuchen der Spartaner (Instituta Laconica). Die letzten 40 Sprüche werden spartanischen Frauen (Lacaenarum Apophthegmata) zugeordnet. Vermutlich handelt es sich bei dieser Sammlung, die wahrscheinlich auf frühere Sammlungen solcher Sprüche zurückgeht, um eine Vorbarbeit Plutarchs für seine Parallelbiographien. Die Sprüche geben jedoch keine Auskunft über die historische Wirklichkeit Spartas, sondern zeigen ein idealisiertes Bild von Sparta und den Spartanern.

## Nachwirkung
Da Plutarch schon zu Lebzeiten berühmt war, wurden bereits kurz nach seinem Tod Schriften unter seinem Namen gefälscht. Seine Werke wurden im Laufe der Geschichte vielfach neu bearbeitet und berühmte Autoren beschäftigten sich mit ihnen, vor allem weil Plutarch eine der wichtigsten Quellen für das Leben zahlreicher prominenter Griechen und Römer ist. Der literarische Stoff wurde immer wieder neu aufbereitet.
Appian war von Plutarchs Sprache beeinflusst und verglich in seiner Römischen Geschichte Demosthenes und Cicero, Alexander und Caesar sowie Epaminondas und den älteren Scipio. Dies legt nahe, dass diese beiden heute verlorenen Lebensbeschreibungen schon früh im Umlauf waren.
Die Texte, die den byzantinischen Gelehrten im 9. Jahrhundert zur Verfügung standen, sind im Wesentlichen erhalten geblieben. Photios besaß beispielsweise den zweiten Band einer zweibändigen Ausgabe der Biographien. Außerdem existierte noch eine etwas anders geordnete Ausgabe in drei Bänden. Die anderen Schriften waren meist einzeln oder in kleineren Gruppen im Umlauf. In Byzanz sammelte der Gelehrte Maximos Planudes sämtliche Schriften über Plutarch, die im Mittelalter in verschiedenen Teilsammlungen umliefen. Er kümmerte sich um Abschriften und bemühte sich um eine Gesamtausgabe. Das einzig vollständig erhaltene Exemplar von Plutarch wurde allerdings eher ein halbes Jahrhundert nach Planudes’ Tod geschrieben. Offenbar setzten Schüler seine Bemühungen fort.
Im lateinischen Westen waren während des Mittelalters wahrscheinlich keine echten Schriften Plutarchs im Umlauf. Doch erwähnten ihn Gellius, Eutropius, Macrobius, Arnobius, der heilige Hieronymus und Cassiodor und deren Werke wurden weiterhin gelesen. Einzig Johannes von Salisbury überlieferte im 12. Jahrhundert in seiner Schrift Policraticus die Institutio Traiani, eine didaktische Abhandlung, die nach eigenem Bekunden Plutarch für seinen kaiserlichen Schüler Trajan geschrieben hat. Umstritten in der Forschung ist, ob es sich bei der Schrift um eine Fälschung des Johannes handelt oder um eine Schrift, die im 4. oder 5. Jahrhundert entstanden ist.
Der Großmeister des Johanniterordens Juan Fernández de Heredia war wegen der Geschichte Spaniens an klassischen Quellen interessiert. Er veranlasste 1384/85 eine Übersetzung von 39 Biographien Plutarchs ins Aragonesische. Von den italienischen Humanisten im ausgehenden 14. und des 15. Jahrhunderts wurden Plutarchs Biographien begeistert gelesen, ediert und für eigene Werke als Vorbild herangezogen. Der Florentiner Coluccio Salutati betrieb seit 1394 eine Übersetzung aus dem Aragonesischen ins Lateinische. In Nachahmung Plutarchs schrieb Leonardo Bruni eine Vita seines Dienstherrn Filippo Maria Visconti. Hohes Ansehen genossen Plutarchs Biographien auch bei den deutschen und niederländischen Humanisten wie Erasmus von Rotterdam, Philipp Melanchthon, Georg Spalatin oder Huldrych Zwingli. Vorlesungen und Übersetzungen machten Melanchthon zu einem „Vorkämpfer für Plutarch als Erzieher im protestantischen Deutschland“.
Die Parallelbiographien wurden im 16. Jahrhundert ins Deutsche, Italienische und Spanische übersetzt. Im Jahre 1559 übertrug sie Jacques Amyot ins Französische als Les vies des hommes illustres grecs et romains, comparées l’une avec l’autre par Plutarque. Amyots Übersetzung erfreute sich vom 16. bis ins 19. Jahrhundert großer Beliebtheit. Noch zu Lebzeiten Amyots erschienen zahlreiche Nachdrucke und vier von ihm überarbeitete Neuauflagen. Der Plutarque wurde auch in den nächsten Jahrhunderten immer wieder nachgedruckt. Er war eine verpflichtende Lektüre für alle Gebildeten und eine wichtige Stoffquelle für die Autoren der französischen Klassik im 17. Jahrhundert. 1572 übersetzte Amyot auch die Moralia, welche die in Frankreich bedeutsame Gattung Moralistik beeinflussten.
In Frankreich übte Plutarch im 17. Jahrhundert Einfluss auf die dramatische Tragödie und den Roman aus. Schon im sechzehnten Jahrhundert lieferte er der ersten humanistischen Tragödie Anregungen. Étienne Jodelle hatte sich für sein Werk Cléopatre captive (1553) von Plutarchs Parallelbiographien inspirieren lassen. Daraufhin hatte Robert Garnier ein Vierteljahrhundert später seinen Marc-Antoine (1578) verfasst. Im siebzehnten Jahrhundert stand eine Vielzahl an dramatischen Werke unter dem Eindruck von Plutarchs historischen Biographien, darunter der Coriolanus von Alexandre Hardy und Pierre Corneilles Sertorius (1662), Othon (1664) und Agesilaus (1666). Einige der prominentesten Romanautoren wie Honoré d’Urfé und Madeleine de Scudéry, aber auch weniger bekannte Autoren wie Marie-Catherine de Villedieu waren von Plutarch in ihren Werken beeinflusst. Im 16. Jahrhundert übten die Moralia großen Einfluss auf den französischen Schriftsteller Michel de Montaigne aus, für dessen Essais Plutarchs Werke in der französischen Übersetzung als Vorbild dienten.
In England übersetzte im Jahr 1579 Thomas North Plutarch aus dem Französischen ins Englische, was der Heldenverehrung der Elisabethaner entgegenkam. In dieser Zeit orientierte sich William Shakespeare vor allem in seinen Dramen Julius Caesar, Coriolanus und Antonius und Cleopatra zu großen Teilen an Plutarchs Darstellungen. Plutarch lieferte nicht nur den dramatischen Stoff aus der Weltgeschichte, sondern auch „plastisch durchgestaltete Charakterporträts“ wie Caesar, Brutus, Marc Anton, Kleopatra, Coriolan, Timon von Athen und anderen. Philemon Holland fertigte 1603 die erste vollständige Übersetzung der Moralia ins Englische an.
Im 17. und 18. Jahrhundert waren Plutarchs Parallelbiographien die meistgelesene Schrift aus der Antike. Beispielsweise beschäftigte sich Friedrich Schiller damit. In der zweiten Szene des ersten Akts des Dramas Die Räuber ließ er Karl Moor sagen: „Mir ekelt vor diesem tintenklecksenden Säkulum, wenn ich in meinem Plutarch lese von großen Menschen.“ Der deutsche Altphilologe Johann Friedrich Salomon Kaltwasser (1752–1813) übersetzte das gesamte erhaltene Werk Plutarchs erstmals ins Deutsche. Die Begeisterung für Plutarch ergriff auch Friedrich Nietzsche. In den Unzeitgemäßen Betrachtungen fordert er seine Leser auf: „Sättigt eure Seelen an Plutarch und wagt es, an euch selbst zu glauben, indem ihr an seine Helden glaubt.“
In der neueren Forschung verlagerte sich das Interesse von der reinen Quellenforschung zu Plutarch als Autor, Philosoph und intellektueller Figur seiner Zeit. Die neuen Forschungsansätze wurden in dem Plutarch gewidmeten Band II.33.6 vom Aufstieg und Niedergang der römischen Welt aus dem Jahr 1992 deutlich. Im angelsächsischen und romanischen Raum wurde Plutarch intensiver erforscht als in Deutschland. Grundlegende Arbeiten legten Tim Whitmarsh zur Zweiten Sophistik, Christopher Pelling und Tim Duff zu den Viten sowie Judith Mossman zu den Moralia vor. In Belgien bildeten sich an der Universität Leuven sowie in Spanien an den Universitäten Málaga und Zaragoza Zentren der Plutarch-Forschung. Die 2015 neu formierte deutsche Sektion der International Plutarch Society möchte durch neue Kooperationen und einen regelmäßigen wissenschaftlichen Austausch die aktuelle Forschung zu Plutarch in Deutschland fördern.
Im Jahr 1991 legte der englische Historiker Alan Bullock eine Doppelbiographie über Hitler und Stalin mit dem Untertitel Parallel Lives vor. Zu dem Untertitel hatte ihn Plutarch angeregt.
Der Mondkrater Plutarch und der Asteroid (6615) Plutarchos sind nach dem Schriftsteller benannt.

## Ausgaben
- Plutarchi vitae parallelae. Teubner, (Stuttgart)/Leipzig
  - Band 1 Fasc. 1, hrsg. Konrat Ziegler, 3. Auflage, 1960 (enthält: Theseus, Romulus, Solon, Publicola, Themistokles, Camillus, Aristides, Cato der Ältere, Kimon, Lucullus).
  - Band 1 Fasc. 2, hrsg. Konrat Ziegler, Hans Gärtner, 1994, ISBN 3-8154-1671-X (enthält: Perikles, Fabius Maximus, Nikias, Crassus, Coriolanus, Alkibiades, Demosthenes, Cicero).
  - Band 2 Fasc. 1, hrsg. Konrat Ziegler, 1964 (enthält: Phokion, Cato der Jüngere, Dion, Brutus, Timoleon, Aemilius Paullus, Eumenes, Sertorius).
  - Band 2 Fasc. 2, hrsg. Konrat Ziegler, Hans Gärtner, 1994, ISBN 3-8154-1674-4 (enthält: Philopoimen, Titus, Pelopidas, Marcellus, Alexander d. Gr., Caesar).
  - Band 3 Fasc. 1, hrsg. Konrat Ziegler, Hans Gärtner, 1996, ISBN 3-8154-1675-2 (enthält: Demetrios, Antonius, Pyrrhos, Marius, Aratos, Artaxerxes, Agis und Kleomenes, Ti. und C. Gracchus).
  - Band 3 Fasc. 2, hrsg. Konrat Ziegler, Hans Gärtner, 2. Auflage, 1973 (enthält: Lykurg, Numa, Lysandros, Sulla, Agesilaos, Pompeius, Galba, Otho).
  - Band 4: Indices, hrsg. Konrat Ziegler, Hans Gärtner, 2. Auflage, 1980.
- Plutarque: Œuvres morales. Les Belles Lettres, Paris (kritische Edition mit französischer Übersetzung).
  - Band 1 Teil 1, hrsg. Jean Sirinelli, André Philippon, 1987, ISBN 2-251-00368-1 (enthält: Introduction générale, De liberis educandis, De audiendis poetis).
  - Band 1 Teil 2, hrsg. Robert Klaerr, André Philippon, Jean Sirinelli, 1989, ISBN 2-251-00370-3 (enthält: De audiendo, De adulatore, De profectibus in virtute, De capienda ex inimicis utilitate, De amicorum multitudine, De fortuna, De virtute et vitio).
  - Band 2, hrsg. Jean Defradas, Jean Hani, Robert Klaerr, 1985, ISBN 2-251-00372-X (enthält: Consolatio ad Apollonium, De tuenda sanitate praecepta, Coniugalia praecepta, Septem sapientium convivium, De superstitione).
  - Band 3, hrsg. François Fuhrmann, 1988, ISBN 2-251-00399-1 (enthält: Regum et imperatorum apophthegmata, Apophthegmata Laconica).
  - Band 4, hrsg. Jacques Boulogne, 2002, ISBN 2-251-00499-8 (enthält: Mulierum virtutes, Quaestiones Romanae, Quaestiones Graecae, Parallela Graeca et Romana).
  - Band 5 Teil 1, hrsg. Françoise Frazier, Christian Froidefond, 1990, ISBN 2-251-00359-2 (enthält: De Romanorum fortuna, De Alexandri fortuna aut virtute, De gloria Atheniensium).
  - Band 5 Teil 2, hrsg. Christian Froidefond, 1988, ISBN 2-251-00400-9 (enthält: De Iside et Osiride).
  - Band 6, hrsg. Robert Flacelière, 1974 (enthält: De E Delphico, De Pythiae oraculis, De defectu oraculorum).
  - Band 7 Teil 1, hrsg. Jean Dumortier, Jean Defradas, 1975 (enthält zehn kleine Schriften).
  - Band 7 Teil 2, hrsg. Robert Klaerr, Yvonne Vernière, 1974 (enthält: De cupiditate divitiarum, De vitioso pudore, De invidia et odio, De se ipsum citra invidiam laudando, De sera numinis vindicta).
  - Band 8, hrsg. Jean Hani, 1980, ISBN 2-251-10268-X (enthält: De fato, De genio Socratis, De exilio, Consolatio ad uxorem).
  - Band 9 Teil 1, hrsg. François Fuhrmann, 1972 (enthält: Tischgespräche, Bücher 1–3).
  - Band 9 Teil 2, hrsg. François Fuhrmann, 1978 (enthält: Tischgespräche, Bücher 4–6).
  - Band 9 Teil 3, hrsg. Françoise Frazier, Jean Sirinelli, 1996, ISBN 2-251-00449-1 (enthält: Tischgespräche, Bücher 7–9).
  - Band 10, hrsg. Robert Flacelière, Marcel Cuvigny, 1980, ISBN 2-251-10271-X (enthält: Amatorius, Amatoriae narrationes).
  - Band 11 Teil 1, hrsg. Marcel Cuvigny, 1984, ISBN 2-251-00360-6 (enthält: Maxime cum principibus philosopho esse disserendum, Ad principem ineruditum, An seni sit gerenda respublica).
  - Band 11 Teil 2, hrsg. Jean-Claude Carrière, Marcel Cuvigny, 1984, ISBN 2-251-00377-0 (enthält: Praecepta gerendae reipublicae, De unius in republica dominatione, populari statu et paucorum imperio).
  - Band 12 Teil 1, hrsg. Marcel Cuvigny, Guy Lachenaud, 1981, ISBN 2-251-10354-6 (enthält: De vitando aere alieno, Vitae decem oratorum, Aristophanis et Menandri comparatio, De malignitate Herodoti).
  - Band 12 Teil 2, hrsg. Guy Lachenaud, 2. Auflage, 2003, ISBN 2-251-00433-5 (enthält: De placitis philosophorum).
  - Band 14 Teil 1, hrsg. Jean Bouffartigue, 2012, ISBN 978-2-251-00572-0 (enthält: De sollertia animalium).
  - Band 15 Teil 1, hrsg. Michel Casevitz, Daniel Babut, 2004, ISBN 2-251-00522-6 (enthält: De stoicorum repugnantiis, Synopsis).
  - Band 15 Teil 2, hrsg. Michel Casevitz, Daniel Babut, 2002, ISBN 2-251-00507-2 (enthält: De communibus notitiis).
  - Band 15 Teil 3, hrsg. Jacques Boulogne, 2024, ISBN 978-2-251-00657-4 (enthält Non posse suaviter vivi secundum Epicurum, Adversus Colotem, An rechte dictum sit latenter esse vivendum).

Plutarch in der Loeb Classical Library.
Weitere Ausgaben unten in den Abschnitten Kommentare zu einzelnen nichtbiographischen Werken und Kommentare zu einzelnen Biographien.

## Übersetzungen ins Deutsche
Biographien
- Konrat Ziegler (Hrsg.): Plutarch: Große Griechen und Römer. 6 Bände, Artemis, Zürich 1954–1965 (Übersetzung mit knappen Erläuterungen; zahlreiche Nachdrucke).

Nichtbiographische Werke
- Otto Apelt (Hrsg.): Plutarch: Moralische Schriften. Meiner, Leipzig 1926–1927.
  - Band 1: Streitschriften wider die Epikureer, 1926.
  - Band 2: Parallelschriften zu Seneca’s Dialogen, 1926 (enthält: Von der Bezähmung des Zorns, Von der Gemütsruhe, Trostschreiben an Apollonius, Trostschreiben an seine Gattin, Vom Zufall, Vom Verhängnis).
  - Band 3: Politische Schriften, 1927 (enthält: Der Philosoph und die Regenten, An einen ununterrichteten Fürsten, Ob ein Greis noch Staatsgeschäfte treiben soll, Politische Lehren, Über Monarchie, Demokratie und Oligarchie, Das Gastmahl der sieben Weisen).
- Wilhelm Ax (Hrsg.): Plutarch: Moralia. Verdeutscht und herausgegeben von Wilhelm Ax. Mit Einführung von Max Pohlenz. Dieterich, Leipzig 1942 (auch: unter dem Titel Plutarch: Von der Heiterkeit der Seele. Diogenes, Zürich 2000, ISBN 3-257-23145-8; enthält: Von der Heiterkeit der Seele, Politische Ratschläge, Die Inschrift EI am Apollontempel in Delphi, Von der Liebe zum Reichtum, Vom Schuldenmachen, Von der Geschwätzigkeit, Vom Kampf gegen den Zorn, Des Sokrates Daimonion, Alexander als Philosoph, Gryllos oder die Vernunft der unvernünftigen Tiere).
- Kai Brodersen (Hrsg.): Plutarch: De fluviis. Zweisprachige Ausgabe. Speyer 2022, ISBN 978-3-939526-50-6.
- Marion Giebel (Hrsg.): Plutarch: Die Kunst zu leben. Insel, Frankfurt am Main 2000, ISBN 3-458-34303-2 (enthält: Über die Seelenruhe, Über die Schwatzhaftigkeit, Gesundheitsregeln, Ratschläge für die Ehe, Trostbrief an die Gattin, Über Kindererziehung, Das Gastmahl der Sieben Weisen).
- Herwig Görgemanns (Hrsg.): Plutarch: Drei religionsphilosophische Schriften: Über den Aberglauben, Über die späte Strafe der Gottheit, Über Isis und Osiris. Artemis, Düsseldorf 2003, ISBN 3-7608-1728-9.
- Herwig Görgemanns (Hrsg.): Plutarch: Das Mondgesicht (De facie in orbe lunae). Artemis, Zürich 1968.
- Johann Friedrich Salomon Kaltwasser (Hrsg.): Plutarchs moralische Abhandlungen. 9 Bände, Johann Christian Hermann, Frankfurt am Main 1783–1800 (Digitalisat).
- Hans-Josef Klauck (Hrsg.): Plutarch von Chaironeia: Moralphilosophische Schriften. Reclam, Stuttgart 1997, ISBN 3-15-002976-7 (enthält: Über den Fortschritt in der Tugend, Von der Vielzahl der Freunde, Über Tugend und Laster, Über den Aberglauben, Über die Bruderliebe, Ob seelische oder körperliche Leiden schlimmer sind, Trostschrift an die Gattin, Aus den Gastmahlgesprächen, Über die Seele).
- Alessandra Lukinovich, Madeleine Rousset (Hrsg.): Plutarch: Wie man den Schmeichler vom Freund unterscheidet. In der Übersetzung von Joh(ann) Friedr(ich) Sal(omon) Kaltwasser. Gachnang & Springer, Bern 1988, ISBN 3-906127-17-6 (Übersetzung von 1783 mit Einleitung und Anmerkungen der Herausgeberinnen).
- Rudolf Schottlaender (Hrsg.): Plutarch: Lebensklugheit und Charakter. Aus den Moralia. Dieterich, Leipzig 1979.
- Bruno Snell (Hrsg.): Plutarch: Von der Ruhe des Gemütes und andere philosophische Schriften. Artemis, Zürich 1948.
- Konrat Ziegler (Hrsg.): Plutarch: Über Gott und Vorsehung, Dämonen und Weissagung. Artemis, Zürich 1952.

Weitere Übersetzungen unten im Abschnitt Kommentare zu einzelnen nichtbiographischen Werken.